# Věra Plívová-Šimková
Věra Plívová-Šimková (29. května 1934 Lomnice nad Popelkou – 13. října 2024 Semily) byla česká filmová režisérka, známá zejména svými filmy o dětech a pro děti.

## Život
Narodila se v Lomnici pod Popelkou do ochotnické rodiny. Jejími maminka Vlasta Plívová (rozená Kaplanová) působila v lomnickém divadelním spolku Svornost, její otec František byl učitel na tkalcovské škole. Když jí byly tři roky, její otec zemřel. Její sourozenci se také věnovali umění, sestra Břetislava Pospíšilová-Plívová byla malířkou, Vlasta Zděnovcová-Plívová byla hispanistkou a překladatelkou. Po složení maturitní zkoušky na Lepařově gymnáziu v Jičíně, kam se s rodinou přestěhovali kvůli matčině práci, se rozhodla studovat režii na FAMU. Po dokončení studií (1952–1957) pod vedením Bořivoje Zemana začala asistovat na Barrandově režisérům Karlu Kachyňovi (Král Šumavy) a Vojtěchu Jasnému (Touha) nebo Václavu Vorlíčkovi (Případ Lupínek). Po ukončení své filmařské tvůrčí dráhy žila v Chuchelně u Semil. Jejím manželem byl sklář Tomáš Šimek, který zemřel v roce 1998.
Zemřela v Semilech dne 13. října 2024 ve věku 90 let.

## Tvorba
Její asistentkou režie byla Drahomíra Králová, pozdější režisérka dětských filmů a seriálů. Obě absolvovaly FAMU na konci 50. let 20. století. Jejím debutem se stal celovečerní film Káťa a krokodýl o dobrodružství skupinky malých dětí a jejich exotických domácích zvířat. Na něj zavázala až v roce 1968 filmem Tony, tobě přeskočilo, který potvrdil autorčin talent v zachycení spontánnosti a fantazie dětské duše. Výrazněji se prosadila až počátkem 70. let, kdy byl uveden oblíbený film Lišáci, Myšáci a Šibeničák. Poté následovaly výrazné úspěchy na poli filmů pro děti a mladé publikum, jako Páni kluci (podle knihy Dobrodružství Toma Sawyera a Hucklebery Finna), Krakonoš a lyžníci nebo Nefňukej, veverko! Jejím posledním filmem byl snímek Kruh z roku 2001.
V roce 1990 natočila jediný film určený dospělým divákům nazvaný Houpačka. Společně s Drahomírou Královou natočili v roce 2001 také televizní vánoční film Vohnice a Kiliján. Věnovala se také divadelní režii, některé její hry vyšly také v knižní podobě. Jako režisérka byla také první koučkou dětských herců, které vyhledávala a obsazovala do svých filmů i divadelních představení.

## Filmografie

### Režie
- 1955 Láska ve třech podobách – středometrážní film
- 1957 Než se roztrhne opona – absolventský film
- 1964 Chlapci, zadejte se
- 1965 Káťa a krokodýl
- 1968 Tony, tobě přeskočilo
- 1970 Lišáci, Myšáci a Šibeničák
- 1972 O Sněhurce
- 1973 Přijela k nám pouť
- 1975 Páni kluci
- 1977 Jak se točí Rozmarýny
- 1979 Brontosaurus
- 1980 Krakonoš a lyžníci
- 1982 Mrkáček čiko
- 1985 Hledám dům holubí
- 1988 Nefňukej, veverko!
- 1988 Veverka a kouzelná mušle
- 1990 Houpačka
- 1995 Artuš, Merlin a Prchlíci
- 1999 Dámě kord nesluší
- 2001 Vohnice a Kiliján – TV film
- 2001 Kruh

### Scénář
- 1970 Lišáci, Myšáci a Šibeničák
- 1972 O Sněhurce
- 1973 Přijela k nám pouť
- 1977 Jak se točí Rozmarýny
- 2001 Kruh

## Ocenění
V roce 1999 získala na Zlín Film Festivalu ocenění Zlatý střevíček za mimořádný přínos kinematografii pro děti a mládež. V roce 2019 získala Českého lva za celoživotní přínos české kinematografii.  Na mezinárodním filmovém festivalu pro děti a mládež v Soči obdržela v roce 2002 Zlatý klíček za přínos světovému dětskému filmovému umění.